# Jean Brohon
Jean Brohon, né à Coutances au début du XVIe siècle et mort vers 1575, est un médecin, botaniste et astronome français.

## Biographie
Son De stirpibus et plantis ordine alphabetico disgestis epitome longe quam ante hac est un inventaire des plantes auquel il a, par la suite, ajouté une nomenclature des poissons et des oiseaux alors connus en France.
Il a été recteur de l’université de Caen.

## Œuvres
- De stirpibus vel plantis ordine alphabetico digestis epitome : longe quam antehac qui accesserunt volatilium, gressilium, piscium, placentarumque magis frequentium apud gallias nomina, 1541[1].
- Description d’une merveilleuse et prodigieuse comète, et apparition effroyable d’hommes armés et combattant en l’air sur l’horison de Coutances en Normandie, et autres lieux circonvoisins : plus un traité présagique des comètes et autres impressions de la nature du feu, 1568[2].